# الكنيسة الرسولية الأرمنية

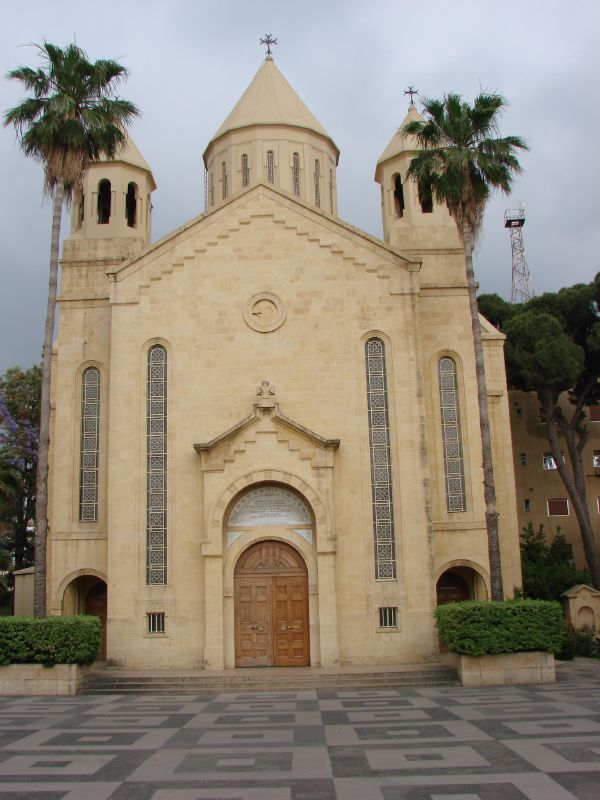
كاتدرائية كريكور لوسافوريتش في أنطلياس، لبنان.

الكنيسة الرسولية الأرمنيّة (باللغة الأرمنية: Հայաստանեայց Առաքելական Եկեղեցի) (وتُعرف أحياناً باسم كنيسة الأرمن الأرثوذكس)، هي من الكنائس الأرثوذكسية المشرقية التي لم تقبل مع كنائس شرقية أخرى عام 451 مقررات مجمع خلقدونية. ولم ترسل ممثليها للمجمع نتيجة أحداث التمرد حينها ووقوع معركة أواراير. وتعد الكنيسة واحدة من بين أقدم كنائس العالم. وكانت أرمينيا هي أول بلد في العالم تعدّ الديانة المسيحية هي الدين الرسمي عام 301م وذلك قبل مرسوم ميلانو؛ وتشترك الكنيسة الأرمنية مع الكنيسة القبطية الأرثوذكسية، الكنيسة السريانية الأرثوذكسية، كنيسة التوحيد الأرثوذكسية الإثيوبية في العقيدة.
ورأس الكنيسة الرسولية الأرمنية يدعى كاثوليكوس، ولا يجب الخلط بين ذلك والكنيسة الكاثوليكية.
للكنيسة الرسولية الأرمنيَّة كاثوليكوسيتان:
- واحدة في إتشميادزين (في مدينة فاغارشاباد، أرمينيا) يترأسها حاليا الكاثوليكوس كاريكين الثاني
- ثانية تدعى «كاثوليكوسية بيت كيليكيا الكبير» ومركزها أنطلياس، لبنان يترأسها الكاثوليكوس أرام الأول.

وللكنيسة بطريركيتان:
- بطريركية القسطنطينية للأرمن الأرثوذكس، مركزها قي إسطنبول، يترأسها البطريرك ساهاك الثاني مشاليان.
- بطريركية القدس للأرمن الأرثوذكس، يترأسها البطريرك نورهان مانوغيان.

## التاريخ

### الأصول

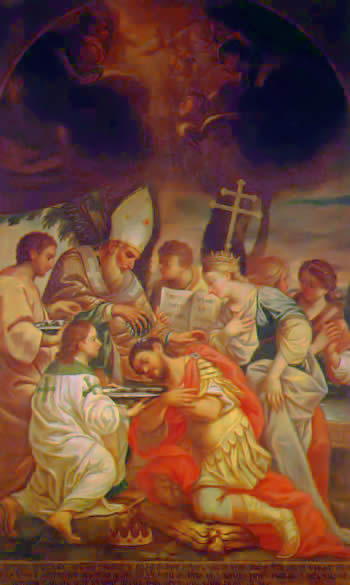
معمودية تيريدات الثالث ملك أرمينيا

تؤمن الكنيسة الرسولية الأرمنية بالخلافة الرسولية، التي تعني وجود كراسٍ أسقفية لخلافة تلاميذ المسيح، الذين في حالة الكنيسة الأرمنية هما الرسولين برثولماوس و‌تداوس الرهاوي. وفقًا للتقاليد، يُقال أن تداوس قد شفى أبجر الخامس ملك الرها من الجذام بواسطة منديل الرها، مما دفعه للإيمان بالمسيح في 30 بعد الميلاد. كُلّفَ تداوس من قبل أبجر للتبشير في جميع أنحاء أرمينيا، واستطاع تحويل ابنة الملك ساناتروك العضو في السلالة الأرشكية، إلى المسيحية. بعد ذلك، جاء برثولماوس إلى أرمينيا، حاملاً صورة للسيدة مريم العذراء، وضعها في دير للراهبات أسسه فوق معبد سابق للإله الأرمني أناهيت. ثم قام برثولماوس أيضًا بتحويل أخت ساناتروك، التي استشهدت لاحقًا إلى جانب الرسول. قام كلا الرسولان بترسيم أساقفة محليين قبل إعدامهما، كما قام الرسول يعقوب البار بتعيين بعض الأساقفة الأرمن الآخرين خارج أرمينيا. يرفض بعض العلماء مثل بارت إيرمان، وهان دريفرز، ودبليو باور، قصة تحويل أبجر الخامس ويعتبرونها خيالًا.
وفقًا ليوسابيوس القيصري و‌ترتليان تعرّض المسيحيون الأرمن للاضطهاد من قبل الملوك أكسيدارس وخسورف الأول وتيريدات الثالث، وقد اعتنق الأخير المسيحية لاحقًا على يد غريغوريوس المستنير. تبنّت مملكة أرمينيا المسيحية دينًا رسميًا لها كأول بلد يقوم بذلك، ووصف المؤرخ نينا غاروسيان هذا الحدث بأنه «أهم خطوة في تاريخ أرمينيا». وقد ميّز هذا التحول أرمينيا عن جذورها الإيرانية و‌الزرادشتية وحماها من تأثير فرثي أكبر. استنادًا لماري بويس، كان تبنّي السلالة الأرشكية في أرمينيا للمسيحية تحديًا جزئيًا للساسانيين.
لم تكن المسيحية ديانة جديدة في أرمينيا عندما جعلها الملك تيريدات الثالث المسيحية دينًا للدولة بين عامي 301 و 314. فقد دخلت البلاد منذ القرن الثالث على الأقل، وربما كانت موجودة حتى قبل ذلك.
أعلن تيريدات أن غريغوريوس المستنير سيكون أول جاثليق في الكنيسة الأرمنية وأرسله إلى قيصرية ليتم تكريسه. عند عودته، هدمَ غريغوريوس أضرحة الأصنام، وبنى الكنائس والأديرة، ورسمَ العديد من الكهنة والأساقفة. أثناء تأمله في العاصمة القديمة فاغارشابات، رأى غريغوريوس المسيح ينزل إلى الأرض ويضربها بمطرقة. في الموقع الذي حدثت فيه تلك الرؤيا بُنيَ هيكل مسيحي عظيم به صليب ضخم. كان غريغوريوس مقتنعًا بأن الله كان يريد أن تُبنى الكنيسة الأرمنية الرئيسية هناك. وبمساعدة الملك، فعل ذلك وفقًا لرؤيته، وأعاد تسمية المدينة إلى «إتشميادزين»، والتي تعني «مكان نزول النسل».
على هذا النحو، شاركت الكنيسة الأرمينية في العالم المسيحي ومثّلها الجاثليق في مجمع نيقية الأول (325). أرسل القديس فرتانس، الجاثليق الثالث للكنيسة الأرمنية بين عامي 333 - 341 م، رسالة تتضمن أسئلة محددة إلى مكاريوس الذي كان أسقف أورشليم للروم الأرثوذكس بين عامي 312 و 335/336، وكانت رسالةً من وفد من الكهنة الأرمن بمناسبة تكريس كنيسة القيامة في أورشليم في شهر سبتمبر 335 م. وجّه مكاريوس رسالة أخرى إلى الأرمن في نفس العام، وسعى من خلالها إلى تصحيح ممارسة طقوس المعمودية والأفخارستيا المستخدمة في الكنيسة الأرمنية، عبر استبدالها بتلك المستخدمة في أورشليم. وبذلك كشفَ عن الطقوس المختلفة التي تمارس في أرمينيا، والتي كانت متأثرة بقوة بالطقس السرياني الشرقي القديم. رأى فرتانس وزملاؤه الأرمن أن الأداء الطقسي في أورشليم يعبر عن الأرثوبراكسية. في عام 353، قام الملك الأرمني باباس بتعيين الكاهن هوسيك جاثليقًا على الكنيسة الأرمنية دون أن يرسله أولاً إلى قيصرية ليُكلّف، وذلك قبل أن يكون لدى روما أي خطط لبناء كنيسة رومانية عالمية. شاركت الكنيسة الأرمنية مجمع القسطنطينية الأول الذي انعقد عام 381.
ازدهرت المسيحية في أرمينيا في القرن الخامس عشر بعد ترجمة الكتاب المقدس إلى اللغة الأرمنية من قِبل عالم اللاهوت والراهب والباحث القديس ميسروب ماشدوتس. قبل القرن الخامس عشر، كان للأرمن لغة منطوقة لكن غير مكتوبة. ونتيجة لذلك كُتب الكتاب المقدس والشعائر الدينية المسيحية بإحدى اللغتين السريانية أو اليونانية. كَلّف جاثليق الكنيسة الأرمنية إسحاق، الباحث ميسروب ليخترع الأبجدية الأرمنية، واستطاع إكمالها عام 406. فتُرجمَ الكتاب المقدس مع الشعائر الدينية إلى اللغة الأرمنية. ساهمت ترجمة الكتاب المقدس، بالإضافة إلى الكتابات التاريخية والأدبية والفلسفية، في ازدهار الأدب الأرمني وحدوث نهضة ثقافية واسعة في أرمينيا.

## العقيدة
مثل جميع الكنائس الأرثوذكسية المشرقية، تمت الإشارة إلى الكنيسة الأرمنية على أنها تعترف بأحادية الطبيعة من قِبل كل من اللاهوتيين الرومان الكاثوليك و‌الأرثوذكس الشرقيين لأنها رفضت قرارات مجمع خلقيدونية، الذي أدان الإيمان بطبيعة المسيح المتجسد (مونوفيزية). خلال المجلس الثاني في مدينة دبيل في خمسينات القرن السادس، رفضت الكنيسة الأرمنية الصيغة المسيحية الخلقيدونية.
ومع ذلك، ومرة أخرى مثل الكنائس الأرثوذكسية المشرقية الأخرى، تجادل الكنيسة الأرثوذكسية الأرمنية بأن التعريف بـ «مونوفيزية» هو وصف غير صحيح لموقفها. الكنيسة الأرمنية تعترف بأن المونوفيزية كما علمها أوطاخي وأُدان في مجمع خلقيدونية، هي بدعة ويختلف فقط مع الصيغة التي حددها مجمع خلقيدونية. بدلاً من ذلك، تلتزم الكنيسة الأرمنية بالعقيدة التي حددها كيرلس الأول، الذي تعتبره الكنائس الخلقيدونية أيضًا قديسًا، والذي وصف المسيح بأنه ذو طبيعة واحدة متجسدة، حيث تتحد الطبيعة الإلهية والبشرية معًا (ميافيزية). لتمييز هذا عن أوطاخي والكنائس المونوفيزية هذا الموقف يسمى ميافيزية. في حين أن البادئة «مونو» (< باليونانية μονο- < μόνος) تعني «مفرد، بمفرده، فقط»، وبالتالي التأكيد على الطبيعة الفردية للمسيح، «ميا» (μία «واحد»)، تعني ببساطة «واحد» بدون تمييز، وتسمح بوجود طبيعة مركبة.
في الآونة الأخيرة، طورت الكنائس الخلقيدونية وغير الخلقيدونية فهمًا أعمق لمواقف بعضها البعض، معترفًة باتفاقها الجوهري مع الحفاظ على مواقفها.

## مقارنة مع الكنائس الأخرى
من الناحية الليتورجية، تشترك الكنيسة في الكثير من القواسم المشتركة مع الطقس اللاتيني في الخارج، خاصةً كما كانت في وقت الانفصال، وكذلك مع الكنيسة الأرثوذكسية الشرقية. على سبيل المثال، يرتدي الأساقفة الأرمنيون برطل مطابق تقريبًا لتلك التي يرتديها الأساقفة الغربيون. عادًة لا يستخدمون حامل الأيقونات كاملًا، بل يستخدمون حجابًا مقدسًا (ستارة عادة مع صليب أو صورة إلهية في الوسط، تستخدمها الكنائس السريانية أيضًا). الموسيقى الليتورجية هي الأنشودة الأرمنية. العديد من الكنائس الأرمنية لديها أيضًا أرغن ذو أنابيب لمرافقة ترانيمهم.
يُسمح للكهنة الأرمن الذين تقل رتبتهم عن «المبجّل جدًا» بالزواج قبل الرسامة، وتبدأ ألقاب أحفادهم بالبادئة «دير» (أو «تير» باللغة الأرمنية الشرقية)، والتي تعني «السيد»، للإشارة إلى نسبهم. يُعرف الكاهن المتزوج باسم كهانا.
تحتفل الكنيسة الرسولية الأرمنية بميلاد يسوع بالتزامن مع عيد الظهور الإلهي، وتضع عيد الميلاد الأرمني في 6 يناير في تقويم الكنيسة. يتناقض هذا مع الاحتفال الأكثر شيوعًا بعيد الميلاد في 25 ديسمبر، وهو في الأصل تقليد مسيحي غربي، والذي تبنته أرمينيا لفترة وجيزة فقط قبل العودة إلى ممارستها الأصلية.
تستخدم الكنيسة الرسولية الأرمنية نسخة من الكتاب المقدس مبنية على الترجمة اليونانية (السبعينية) للعهد القديم العبري، والتي تم إنتاجها في مصر في بلاط الملك بطليموس الثاني فيلادلفوس (283-246 قبل الميلاد)، وتتضمن الأسفار القانونية الثانية التي ليست كذلك جزء من الشرائع العبرية والبروتستانتية الحالية. هناك الكثير من الأدلة التي تشير إلى أن الترجمة السبعينية كانت نسخة العهد القديم المستخدمة في جميع أنحاء الكنيسة المسيحية المبكرة وتم تنقيحها خلال القرنين الأول والثاني.
منذ عام 1923، استخدمت الكنيسة بشكل أساسي التقويم الغريغوري المشترك بين معظم السلطات المدنية والكنائس المسيحية الغربية (وليس التقويم الأرمني التقليدي). الاستثناء الوحيد هو البطريركية الأرمنية في القدس، حيث يتم استخدام التقويم اليولياني القديم، مما يضع احتفالات عيد الميلاد في 19 يناير في التقويم الغريغوري.
تختلف الكنيسة الرسولية الأرمنية عن الكنيسة الأرمنية الكاثوليكية، والأخيرة هي ذات القانون الخاص بالكنائس الكاثوليكية الشرقية، وهي جزء من الكنيسة الرومانية الكاثوليكية. عندما انتُخب أبراهام بيير الأول أردزيفيان في أربعينيات القرن الثامن عشر بطريرك على قوزان، الذي أصبح سابقًا كاثوليكيًا، وقاد جزءًا من الكنيسة الرسولية الأرمنية في شركة كاملة مع البابا وتم إنشاء الكنيسة الأرمنية الكاثوليكية.

## الكتاب المقدس الأرمني
سفر شهادات الآباء الاثني عشر اعتبرت جزء من الكتاب المقدس الأرمني الأرثوذكسي الأوسكاني الصادر عام 1666والكتاب المقدس الأرمني يدرج سفر المكابيين الثالث وشكلت رسالة الثالثة إلى كورنثوس لعدة قرون جزءًا من العهد الجديد الأرمني

## تقديس ضحايا الإبادة الجماعية للأرمن
في 23 نيسان 2015، قامت الكنيسة الرسولية الأرمنية بتقديس جميع ضحايا الإبادة الجماعية للأرمن؛ يُعتقد أن هذه الخدمة هي أكبر خدمة تقديس في التاريخ. 1.5 مليون هو العدد الأكثر إنتشارًا للضحايا، ومع ذلك، تختلف التقديرات من 700,000 إلى 1,800,000. كان هذا أول تقديس للكنيسة الرسولية الأرمنية منذ أربعمائة عام.

## الوضع الحالي

### في أرمينيا

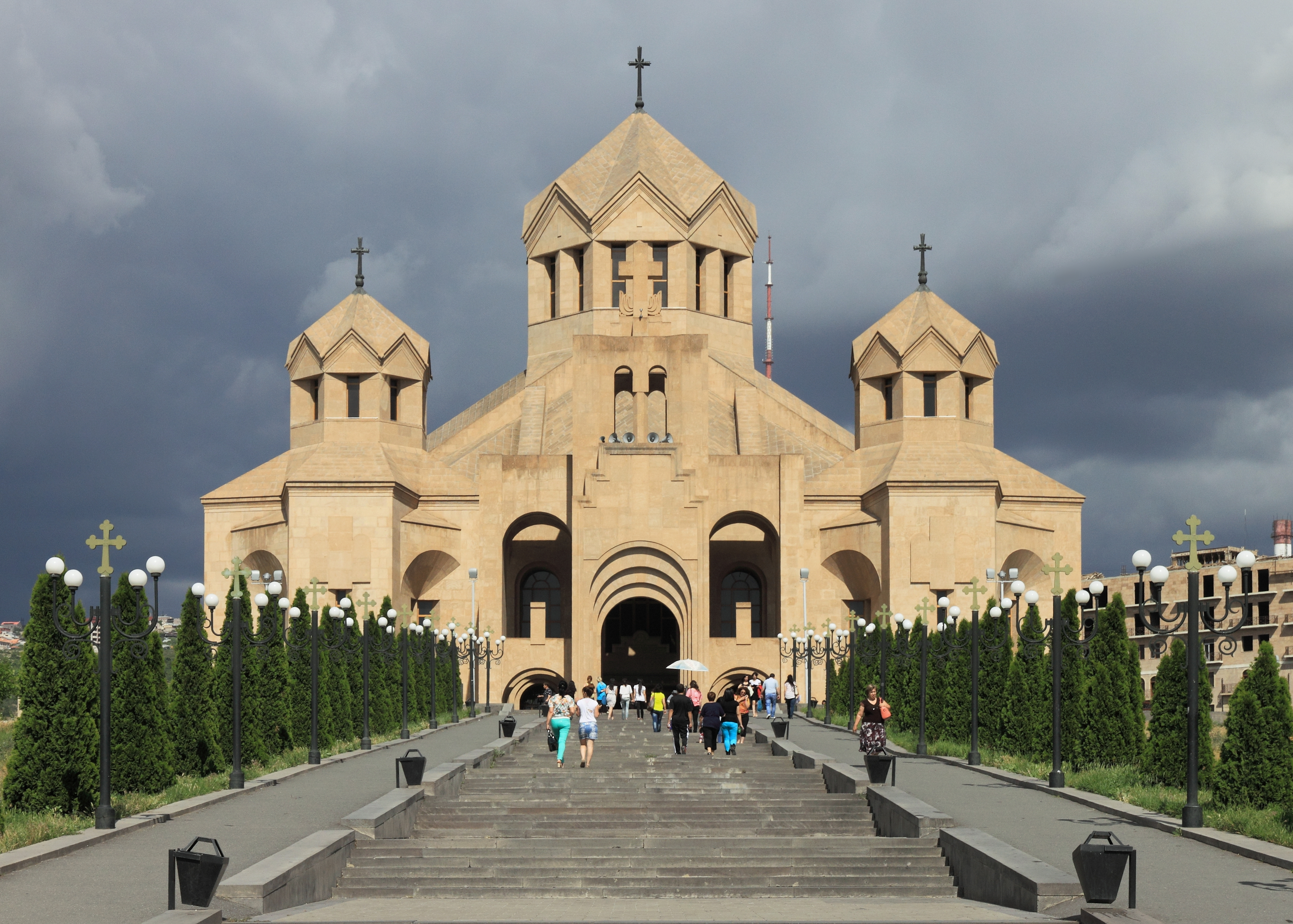
كاتدرائية القديس غريغوريوس في يريفان هي أكبر كنيسة أرمنية أرثوذكسية في العالم.

يتم تحديد مكانة الكنيسة الرسولية الأرمنية داخل أرمينيا في دستور البلاد. تنص المادة 8.1 من دستور أرمينيا على ما يلي: «تعترف جمهورية أرمينيا بالمهمة التاريخية الحصرية للكنيسة الأرمينية الرسولية المقدسة ككنيسة وطنية، في الحياة الروحية، وتنمية الثقافة الوطنية والحفاظ على الهوية الوطنية لشعب أرمينيا». من بين أمور أخرى، شككت عالمة الإثنوغرافيا هرانوش خاراتيان في دستورية عبارة «الكنيسة الوطنية».
في عام 2009، تمت صياغة تعديلات دستورية أخرى من شأنها أن تجعل من التبشير على أتباع الكنيسة الرسولية جريمة بالنسبة للجماعات الدينية غير التقليدية. كما سيتم منع مجموعات الأقليات من نشر «انعدام الثقة» في الأديان الأخرى. تم تعليق مسودة التعديلات هذه بعد انتقادات شديدة وجهها مجلس أوروبا ومنظمة الأمن والتعاون في أوروبا. كما أعربت الأقليات الدينية الأرمنية وجماعات حقوق الإنسان عن قلقها البالغ إزاء التعديلات، حيث صرح الناشط الحقوقي ستيبان دانيالان أن «الكنيسة الرسولية الأرمنية تريد اليوم أن تحتكر الدين». تُعرِّف الكنيسة الأرمنية الجماعات الدينية العاملة خارج نطاقها بأنها «طوائف»، وعلى حد تعبير المتحدث باسم الأسقف أرشاك خاتشاتريان، تعتبر أن «أنشطتها في أرمينيا ليست سوى إنكار لعقيدة الكنيسة الرسولية الأرمنية، التي تُعتبر الدين القومي للشعب الأرمني». أدان هرانت باغراتيان، رئيس الوزراء الأسبق لأرمينيا، الارتباط الوثيق للكنيسة الرسولية الأرمنية بالحكومة الأرمنية، واصفًا الكنيسة بأنها منظمة «لا يمكن المساس بها» تتكتم على دخلها ونفقاتها.

### في أرتساخ
بعد الثورة البلشفية وما تلاها من ضم الاتحاد السوفيتي لأرمينيا، تم إغلاق جميع المؤسسات الدينية العاملة في إقليم ناغورنو كاراباخ المتمتع بالحكم الذاتي وغالبًا ما يتم نفي رجال الدين أو إطلاق النار عليهم.
بعد فترة استأنفت الكنيسة الأرمنية الرسولية نشاطها. كانت هناك حفلات زفاف، ومعمودية، وكل ليتورجيا كنسية يوم أحد في حضور الإرادة الحرة. قامت الكنيسة الرسولية الأرمنية منذ عام 1989 بترميم أو بناء أكثر من 30 كنيسة حول العالم. في عام 2009، أصدرت حكومة جمهورية أرتساخ قانونًا بعنوان «حرية الضمير والمنظمات الدينية»، تنص المادة 8 منه على أنه لا يُسمح إلا للكنيسة الرسولية الأرمنية الأرثوذكسية بالوعظ في أراضي جمهورية أرتساخ. ومع ذلك، فإن القانون أتاح الإجراءات للمؤسسات الدينية الأخرى للحصول على موافقة من الحكومة إذا كانت ترغب في العبادة داخل الجمهورية.

### الشتات الأرمني

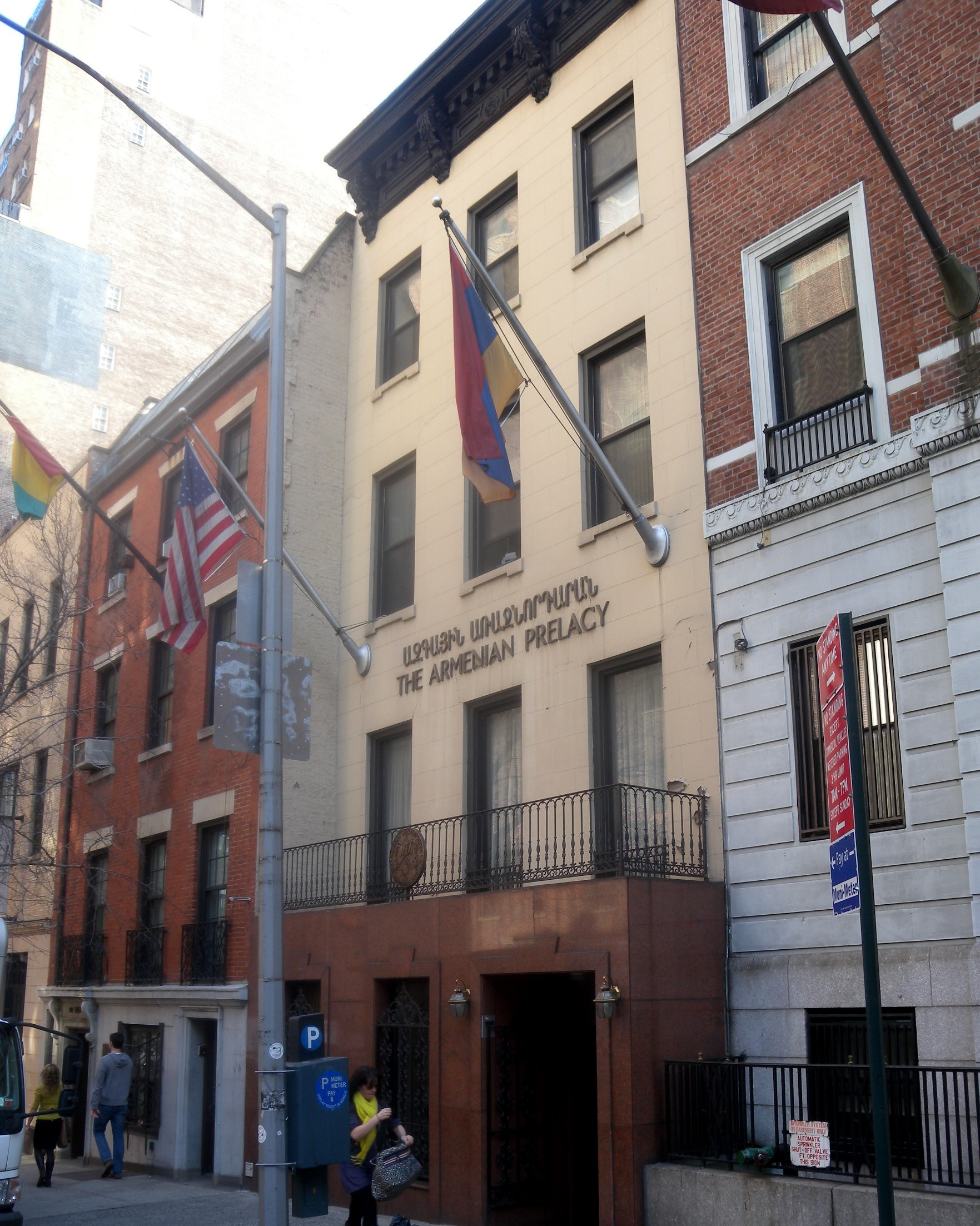
المطبعة الأرمنية الرسولية، نيويورك.

خارج غرب آسيا، توجد اليوم جماعات رسولية أرمنية بارزة في بلدان مختلفة في أوروبا وأمريكا الشمالية وأمريكا الجنوبية وجنوب آسيا.
لبنان، موطن جالية أرمنية كبيرة وذات نفوذ في الشتات وله أحزابه السياسية الخاصة، يوجد أكثر من 17 كنيسة رسولية أرمنية معترف بها في لبنان. يتواجد الوجود الأرمني في فلسطين وإسرائيل بشكل أساسي في حارة الأرمن في القدس، الخاضع لسلطة البطريركية الأرمنية في القدس. يوجد في سوريا كنيسة أرمنية واحدة، القديس سركيس، في دمشق. يوجد في الأردن عدد من الكنائس الأرمنية منها كنيسة القديس ثاديوس في حي الأرمن في جبل الأشرفية في عمان وكنيسة القديس جرابيد في موقع معمودية يسوع عند نهر الأردن.
تُعتبر بطريركية القسطنطينية للأرمن الأرثوذكس في تركيا و‌الكنيسة الرسولية الأرمنية في إيران طوائف مهمة في الشتات. تمثّل هذه الكنائس أكبر الأقليات العرقية المسيحية في هذه البلدان ذات الغالبية المسلمة.
يوجد في المملكة المتحدة ثلاث كنائس أرمنية: القديس ساركيس في كنزنغتون، لندن؛ القديس يغيش في ساوث كنزنغتون، لندن؛ والثالوث المقدس في مانشستر.
يوجد في إثيوبيا كنيسة أرمنية منذ عشرينيات القرن الماضي، عندما تمت دعوة مجموعات من الأرمن إلى هناك بعد الإبادة الجماعية للأرمن من قِبل الإمبراطورية العثمانية.

## الدور التاريخي والصورة العامة
إن الكنيسة الرسولية الأرمنية «يُنظر إليها من قِبل الكثيرين على أنها الوصية على الهوية القومية الأرمنية». «إلى جانب دور الكنيسة الرسولية كمؤسسة دينية، كان يُنظر إليها تقليديًا على أنها الجوهر الأساسي في تطوير الهوية القومية الأرمنية كشعب فريد من قِبل الله». وفقًا لمسح أجراه مركز بيو للأبحاث عام 2018، في أرمينيا، هناك 82% من المستطلعين أنه من المهم جدًا أو إلى حد ما أن تكون مسيحيًا أن تكون أرمنيًا حقًا.
وفقًا لمسح أُجري عام 2015، 79% من الناس في أرمينيا يثقون بالكنيسة، بينما 12% لا يثقون بها ولا يرتابون فيها، و 8% لا يثقون بالكنيسة.